# Александар Петојевић
Александар Петојевић (Бачки Грачац, 19. септембар 1966) је редовни професор  Педагошког факултета у Сомбору.

## Ужа научна област
- Теорија бројева
- Специјалне функције